# 清水谷実英
清水谷 実英（しみずだに さねあきら、1866年5月19日〈慶応2年4月5日〉 - 1938年〈昭和13年〉10月14日）は、明治期から昭和初期の陸軍軍人、華族。最終階級は陸軍歩兵中佐。伯爵。

## 生涯
山城国京都で侍従・清水谷公考の長男として生まれ、父の死去に伴い、明治16年（1883年）2月20日に家督を相続した。明治17年（1884年）7月7日、華族令公布とともに伯爵に叙された。
陸軍士官学校（旧11期）に入り、明治22年（1889年）7月26日、陸軍歩兵少尉に任官。1898年（明治31年）、東宮武官（当時は大尉）に任ぜられ、明治35年（1902年）まで務める。その他、歩兵第3連隊付、同大隊副官、近衛歩兵第2連隊大隊副官、同連隊中隊長、後備歩兵第6連隊大隊長などを歴任し、日清戦争、日露戦争に出征した。その後、軍人としては歩兵中佐まで昇る。
昭和3年（1928年）9月26日、即位礼に関連して臨時に掌典次長に任じられ、同年12月31日に退官となった。また、宮中顧問官、侍従を務める。
1938年（昭和13年）死去、享年71。家督は子の公揖が継いだ。

## 栄典
- 1894年（明治27年）06月30日 - 従四位[9]
- 1915年（大正04年）12月01日 - 勲三等旭日中綬章[10]

## 親族
『平成新修旧華族家系大成』上巻, pp. 753–754を参照。
- 妻：清水谷秀子（橋本実梁四女）
  - 長男：清水谷公揖（伯爵、掌典）
  - 長女：清水谷英子（はなこ、女官長・権典侍）
  - 次女：橋本正子（橋本実斐夫人）

### 官報
- 『官報』第307号、1884年7月8日。
- 『官報』第3301号、1894年7月2日。
- 『官報』第1001号、1915年12月2日。
- 『官報』第528号、1928年9月27日。
- 『官報』第606号、1929年1月9日。

| 日本の爵位 | 日本の爵位                        | 日本の爵位      |
| ---------- | --------------------------------- | --------------- |
| 先代 叙爵  | 伯爵 清水谷家初代 1884年 - 1938年 | 次代 清水谷公揖 |